# Baschir al-Nadschafi
Großajatollah Scheich Baschir al-Nadschafi (arabisch بشير حسين النجفي, DMG Bašīr Ḥusain an-Naǧafī, * 1942 in Jalandhar) ist ein irakischer schiitischer Geistlicher.
Er wurde in Jalandhar in Britisch-Indien geboren und entstammt einer religiösen Familie. Nach der Unabhängigkeit Pakistans 1947 wanderte seine Familie nach Lahore aus. Er ging dort zur Religionsschule „Jamia tul Muntazar“ und beendete seine Grundschule 1965.
Heute lehrt er an der Islamisch-Theologischen Hochschule von Nadschaf, zu deren höchsten Autoritäten er zählt. 
Er war einer der Unterzeichner der Botschaft aus Amman. Dabei war er eine der 24 Persönlichkeiten, die eine Fatwa (Rechtsgutachten) verfasst haben.
Der schiitische Geistliche Scheich Ali Baschir Husain al-Nadschafi ist sein Sohn.